# Falando de Amor – Famílias Caymmi e Jobim Cantam Antônio Carlos Jobim
Falando de amor – Famílias Caymmi e Jobim Cantam Antônio Carlos Jobim é um álbum lançado em 17 de novembro de 2005 que marca um encontro das famílias dos músicos Tom Jobim e Dorival Caymmi, em que trabalham os artistas Nana Caymmi, Dori Caymmi, Danilo Caymmi, Paulo Jobim e Daniel Jobim lançado pela Sony BMG Music Entertainment. O álbum é um tributo a obra de Tom.

## Contexto
Em reportagem de Irlam Rocha Lima, para o jornal Correio Braziliense, apurou que Nana Caymmi deu a ideia do disco, fazendo uma nova perspectiva de outro disco que uniram a família, Caymmi visita Tom de 1964. No disco de 1964, Tom Jobim recebeu em sua residência no bairro de Ipanema, no Rio de Janeiro, Dorival Caymmi, Dori Caymmi, Danilo Caymmi e Nana, para gravarem um álbum com repertório de ambos os artistas. Nana, afirmou "sempre quis fazer um disco em cima da obra do Tom. Mas deixei o tempo passar, para evitar aquela coisa mórbida pós morte, até porque a ideia era de algo alegre, pra cima".
Daniel Jobim, revelou que o disco foi concebido e as escolhas da música, foram realizadas por Nana em reuniões entre janeiro e fevereiro de 2005, na casa de Paulo Jobim, também no bairro de Ipanema, na zona sul carioca. Em entrevista coletiva para o lançamento do disco, Nana acrescentou que o tom do álbum é diferente dos outros dramáticos de sua carreira, e que a ideia de Falando de Amor era "ser levinho, fundo musical de motel".

## Faixas
Ref.:
| N.º            | Título                                                                          | Compositor(es)                | Duração |  |
| 1.             | "Samba do Avião" (com Dori Caymmi, Paulo Jobim, Daniel Jobim, Danilo Caymmi)    | Tom Jobim                     | 3:09    |  |
| 2.             | "Foi A Noite" (com Paulo Jobim)                                                 | Tom Jobim, Newton Mendonça    | 2:36    |  |
| 3.             | "Bonita Demais" (com Daniel Jobim)                                              | Tom Jobim, Vinicius de Moraes | 3:29    |  |
| 4.             | "As Praias Desertas" (com Nana Caymmi)                                          | Tom Jobim                     | 4:02    |  |
| 5.             | "Anos Dourados" (com Dori Caymmi)                                               | Tom Jobim, Chico Buarque      | 3:49    |  |
| 6.             | "Outra Vez" (com Nana Caymmi)                                                   | Tom Jobim                     | 3:27    |  |
| 7.             | "Desafinado" (com Paulo Jobim)                                                  | Tom Jobim, Newton Mendonça    | 3:23    |  |
| 8.             | "Esperança Perdida" (com Nana Caymmi)                                           | Tom Jobim, Billy Blanco       | 3:00    |  |
| 9.             | "Eu Sei Que Vou Te Amar" (com Danilo Caymmi)                                    | Tom Jobim, Vinicius de Moraes | 4:17    |  |
| 10.            | "Só Em Teus Braços"                                                             | Tom Jobim                     | 3:22    |  |
| 11.            | "Para Não Sofrer" (com Paulo Jobim, Dori Caymmi)                                | Tom Jobim                     | 2:36    |  |
| 12.            | "Falando de Amor" (com Danilo Caymmi)                                           | Tom Jobim                     | 3:40    |  |
| 13.            | "Corcovado" (com Daniel Jobim)                                                  | Tom Jobim                     | 3:51    |  |
| 14.            | "Esquecendo Você" (com Nana Caymmi)                                             | Tom Jobim                     | 3:47    |  |
| 15.            | "Canção Para Michelle" (com Nana Caymmi)                                        | Tom Jobim, Ronaldo Bastos     | 2:38    |  |
| 16.            | "Piano Na Mangueira" (com Dori Caymmi, Paulo Jobim, Daniel Jobim Danilo Caymmi) | Tom Jobim, Chico Buarque      | 2:48    |  |
| Duração total: | Duração total:                                                                  | Duração total:                | 54:03   |  |

## Recepção

### Crítica
O jornalista Luiz Fernando Vianna, no jornal Folha de S. Paulo, elogiou o disco, dando três estrelas de cinco. Vianna ainda destacou: "o entrosamento de décadas entre as duas famílias e delas com a música de Tom, o CD também é mais do que um mero tributo graças a algumas joias verdadeiramente novas".
O crítico musical e jornalista Tárik de Souza, escreveu para o jornal Jornal do Brasil, que o "CD como um todo é ótimo". A jornalista Clara Arreguy, para o Correio Braziliense, deu cinco estrelas para o álbum e anotou "o resultado combina interpretações inspiradas dos cinco atores, com arranjos sofisticados de violões e pianos, para as melodias que ninguém compôs como Tom Jobim."

## Pessoal
Trabalharam no álbum os músicos:
- Dori Caymmi: violão;
- Paulo Jobim: violão;
- Daniel Jobim: piano;
- Jorge Helder: baixo;
- Paulinho Braga: bateria;
- Danilo Caymmi: flauta;
- Paulo Guimarães: flauta;
- Nana Caymmi: vocal;
- Gordinho do Surdo: surdo, tamborim;
- José Milton: produção.